# Justus Smith
Justus Ketchum Smith (28. marts 1922 - 20. november 2013) var en amerikansk roer og olympisk guldvinder, født i Spokane.
Smith var med i USA's otter, der vandt guld ved OL 1948 i London, den 6. amerikanske OL-guldmedalje i otteren i træk. Resten af besætningen bestod af brødrene Ian og David Turner, James Hardy, George Ahlgren, Lloyd Butler, David Brown, John Stack og styrmand Ralph Purchase. Samtlige otte roere var studerende ved University of California, Berkeley og medlemmer af universitetets roklub. Der deltog i alt 12 både i konkurrencen, hvor amerikanerne sikrede sig guldet foran Storbritannien og Norge, der vandt henholdsvis sølv og bronze. Det var de eneste olympiske lege Smith deltog i.

## OL-medaljer
- 1948:  Guld i otter